# Kăsak
Kăsak (bulgariska: Късак) är ett distrikt i Bulgarien.   Det ligger i kommunen Obsjtina Dospat och regionen Smoljan, i den sydvästra delen av landet, 140 km sydost om huvudstaden Sofia.